# Цзя Пинва
Цзя Пинва́ (кит. трад. 賈平娃, упр. 贾平娃, пиньинь Jiǎ Píngwá, род. 1952，уезд Даньфэн пров. Шэньси) — китайский писатель.

## Биография
Детство провёл в деревне. В 1972 был принят в Северо-Западный университет на филологический факультет, по окончании которого стал работать редактором. Первые литературные произведения написаны в 1973，опубликованы в Сиане. В 1980 вступил в Союз китайских писателей, с 1983 живёт исключительно литературным трудом.
В 1978 его рассказ «Маньюээр» («Полная луна») удостоен Всекитайской литературной премии.

## Творчество
Произведения Цзя Пинва, наполненные местным колоритом, отразили воздействие реформ на сознание крестьян и часто оказывались в центре внимания критики. Цзя Пинва начинал как региональный писатель, примыкал к направлению «поиска корней» (сюнь гэнь вэньсюэ). Писатель глубоко впитал народную крестьянскую культуру, почитает буддизм. Его роман «Фуцзао» («Пена», 1987) получил литературную премию в США.
Роман «Фэй ду» («Бывшая столица», 1993) вызвал полемику и имел небывалый для современной китайской литературы успех у массового читателя. Это фантастическое по форме произведение, подражающее старинной классике, где автор открыто говорит о таких сторонах обществ, жизни, которые никогда не проникали в литературу. Автор не чурается натуралистических подробностей, описывает суеверия и неприглядные связи должностных лиц.

## Экранизации
- 桃花满天红 (1995) (режиссёр — 王新生)

## Переводы на русский
- В горах Шанчжоу; Золотая пещера / Пер. П. Богачко // Поэзия и проза Китая XX века. О прошлом для будущего: Сборник;
- Ловец рыб и черепах; Капустка / Пер. Р. Шапиро // Китайские метаморфозы: современная китайская проза и эссеистика. М., 2007;
- Приношение отцу; Дерево Будцы / Пер. Д. Воскресенского // Там же.